# Битва при Александрии
Битва при Александрии  — сражение, произошедшее 21 марта 1801 года между Первой французской республикой под командованием Жака-Франсуа Мену и британским экспедиционным корпусом под командованием сэра Ральфа Эберкрамби. Она состоялась недалеко от руин Никополя, на узкой полоске земли между морем и озером Абукир, по которой британские войска продвинулись к Александрии после битвы при Абукире и битвы при Мандоре.
Данная битва также известна, как битва при Канопе.

## Предпосылки
Британцы медленно наступали, перекрыв войсками перешеек. 20 марта войска британцев были расположены поперек перешейка, правый фланг упирался в море и развалины Никополя, левый выходил к озеру Абукир. Отряды были развернуты в сторону Александрии, резервная дивизия под командованием генерала-майора сэра Джона Мура справа, Пешая Гвардия в центре, и три других подразделения слева. Во втором ряду были два пехотных подразделения и спешенная кавалерия.

## Битва
21 марта, войска были подняты в 3 часа ночи, в 3:30 французы атаковали. Французская армия продвинулись вперед с большой скоростью в своем обычном построении колоннами. Основная тяжесть нападения пришлась на части Мура, и, в частности на 28-й пехотный полк. Британцы отбили первые атаки, но французы в темноте проникли между двумя британскими полками. Развернулось сражение в руинах, в котором особенно отличился 42-й шотландский полк «Черная Стража».
23-й, 40-й и 58-й полки также отражали атаки французов. Во втором нападении кавалерия французов нанесла тяжелые потери 42-му полку. Сэр Ральф Эберкрамби вынужден был лично вступить в рукопашную схватку с французскими драгунами, и в это время получил смертельную рану, но оставался на поле боя до конца. Нападение на центр было отбито устойчивым огнём Гвардии, а левое крыло без особых проблем сохранило свои позиции, хотя французская кавалерия, усилившись, снова ходила на британские части в атаку.
Около половины девятого бой пошел на убыль, и последние выстрелы были произведены в десять часов. Успешный залповый огонь британской пехоты решил, как считается, исход этого сражения. Часть французских потерь была вызвана огнем канонерок, расположенных около берега и обстреливавших фланг французских колонн.
Точное количество участников битвы, и потерь, понесенных сторонами, как обычно, дискуссионы. Среди британских потерь был сам командующий, сэр Эберкрамби (который умер 28 марта). Мур и три других генерала были ранены. У французов был убит генерал Ланнюс. Потери французов вынудили их отступить к Александрии.

## Последствия
Британцы продвинулись к Александрии и осадили её. Французский гарнизон сдался 2 сентября 1801 года.